# Volkmar Wolters
Volkmar Wolters (* 1953 in Bremen) ist ein deutscher Biologe und Professor für Tierökologie und spezielle Zoologie an der Universität Gießen.

## Forschung und Lehre
Nach dem Studium der Biologie, Psychologie und Philosophie an der Georg-August-Universität Göttingen promovierte Wolters 1985 mit einer Arbeit über die Rolle von Wirbellosen im Boden in den Ökosystemen der gemäßigten Breiten. Er wurde Professor für Umweltwissenschaften an der Johannes Gutenberg-Universität Mainz. 1995 ging er an die Universität Gießen. Dort ist er AG-Leiter mit einem Forschungs-Schwerpunkt auf die Bodenökologie, Tier-Biodiversität, Landschaftsökologie und Molekulare Ökologie.
Wolters ist Präsident der Gesellschaft für Ökologie in Deutschland, Österreich und der Schweiz (GfÖ) und war Vize-Dekan der Fakultät für Biologie & Chemie. Er koordinierte mehrere EU-Projekte und nimmt am Programm SOILSERVICE (7. Rahmenprogramm der EU) teil. Er arbeitet im Rahmen der Biodiversitäts-Exploratorien an der Tierökologie in der Kulturlandschaft und koordiniert das Projekt BIOLOG Europa des Bundesministeriums für Bildung und Forschung.

## Fernsehauftritte
Wolters verfasst humorvolle Kurzgedichte, die auf verschiedene Weise von Elefanten handeln („Elefantengedichte“). Mit einigen von ihnen trat er 2012 in den vier Folgen der Reihe Reim gewinnt! auf ZDFkultur auf.

## Schriften
- Untersuchung zur Habitatbindung und Nahrungsbiologie der Springschwänze (Collembola) eines Laubwaldes unter besonderer Berücksichtigung ihrer Funktion in der Zersetzerkette. Dissertation, Universität Göttingen 1985.
- Steuerung mikrobieller Stoffumsätze in Böden durch Invertebraten. Habilitationsschrift, Universität Göttingen 1991.
- mit Andreas Krüß als Bearbeiter: Naturschutz und Ökologie. Ausgewählte Beiträge zur GfÖ-Jahrestagung 2007 in Marburg (= Naturschutz und biologische Vielfalt. Heft 60). BfN-Schriften-Vertrieb im Landwirtschaftsverlag, Münster 2008.
- als Hrsg.: Book of abstracts / 40th Anniversary Conference „The Future of Biodiversity: Genes, Species, Ecosystems“ Justus-Liebig-University Giessen, 30th August – 03rd September 2010. GfÖ c/o Inst. für Ökologie, TU Berlin, Berlin 2010.
- mit Stefan Hotes als Hrsg.: Fokus Biodiversität. Wie Biodiversität in der Kulturlandschaft erhalten und nachhaltig genutzt werden kann. oekom verlag, 2010, ISBN 978-3-86581-172-1.

## Belege
1. 1 2  Lebenslauf Prof. Dr. Volkmar Wolters (Memento des Originals vom 29. September 2012 im Internet Archive)  Info: Der Archivlink wurde automatisch eingesetzt und noch nicht geprüft. Bitte prüfe Original- und Archivlink gemäß Anleitung und entferne dann diesen Hinweis. am Institut für Tierökologie und Spezielle Zoologie der Justus-Liebig-Universität Gießen, abgerufen am 15. Mai 2012
2. ↑  Beiträge von Professor Wolters auf der Webseite der Sendung Reim gewinnt! abgerufen am 11. April 2014 (dort einsehbar auch ein Bericht über Wolters aus der Sendung „Hauptsache Kultur“).